# Amblyseius caudatus
Amblyseius caudatus är en spindeldjursart som beskrevs av Berlese 1914. Amblyseius caudatus ingår i släktet Amblyseius och familjen Phytoseiidae. Inga underarter finns listade i Catalogue of Life.